# Dusona ektypha
Dusona ektypha là một loài tò vò trong họ Ichneumonidae.